# لی برومبی
لی برومبی (انگلیسی: Leigh Bromby؛ زادهٔ ۲ ژوئن ۱۹۸۰) بازیکن فوتبال اهل بریتانیا است.
از باشگاه‌هایی که در آن بازی کرده‌است می‌توان به باشگاه فوتبال شفیلد ونزدی، باشگاه فوتبال منزفیلد تاون، باشگاه فوتبال لیدز یونایتد، باشگاه فوتبال شفیلد یونایتد، باشگاه فوتبال نوریچ سیتی، و باشگاه فوتبال واتفورد اشاره کرد.